# Weideflächen bei Kraatz
Weideflächen bei Kraatz este o arie protejată (arie specială de conservare — SAC, sit de importanță comunitară — SCI) din Germania întinsă pe o suprafață de 79 ha, integral pe uscat.

## Localizare
Centrul sitului Weideflächen bei Kraatz este situat la coordonatele 52°50′45″N 11°25′20″E / 52.8458°N 11.4222°E.

## Înființare
Situl Weideflächen bei Kraatz a fost declarat sit de importanță comunitară în martie 2004 pentru a proteja 1 specie de plante și 2 specii de animale. Situl a fost protejat și ca arie specială de conservare în decembrie 2018.

## Biodiversitate
Situată în ecoregiunea continentală, aria protejată nu include niciun habitat protejat.
La baza desemnării sitului se află mai multe specii protejate:
- plante (1): Apium repens
- amfibieni (1): triton cu creastă (Triturus cristatus)
- mamifere (1): vidră de râu (Lutra lutra)

Pe lângă speciile protejate, pe teritoriul sitului au mai fost identificate 5 specii de plante, 3 specii de amfibieni, 3 specii de mamifere.